# Битва під Несбі (1645)
Битва під Несбі (14 червня 1645) — важлива подія англійської Громадянської війни.  «Кавалери» налічували 7,5 тисяч солдат, натомість армія круглоголових мала дворазову перевагу. Король, зважаючи на перевагу у чисельності круглоголових, хотів ухилитись від битви, однак Рупрехт Пфальцький наполягав на вступі до бою, аргументуючи це тим, що дворянська армія краща за селянську. Битва завершилась поразкою роялістів.